# Uma Bharti

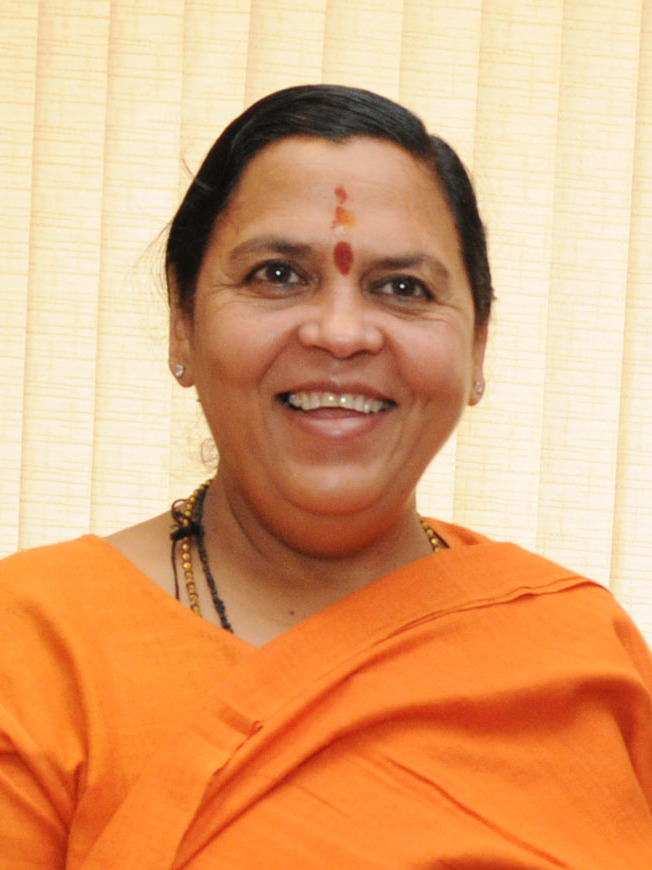
Uma Bharati, 2014

Uma Bharti (Hindi उमा भारती; geboren am 3. Mai 1959 in Dunda, Tikamgarh-Distrikt) ist eine indische Politikerin und derzeitige Nationale Vizepräsidentin der Bharatiya Janata Party (BJP).

## Leben und Werk

### Familie und frühe Jahre
Uma Bharti wurde 1959 in Dunda im Distrikt Tikamgarh im indischen Bundesstaat Madhya Pradesh in eine Bauernfamilie geboren. Sie besuchte die Schule bis zur sechsten Klasse. Als Kind zeigte sie großes Interesse an religiösen Texten wie der Bhagavad Gita, was dazu führte, dass sie als „spirituelles“ Kind angesehen wurde. Sie begann bereits als Kind, religiöse Diskurse zu halten, was sie in Kontakt mit Rajmata Vijayaraje Scindia brachte, der später ihr politischer Mentor werden sollte.
Sie beschreibt sich in ihrer Jugend als „religiöse Missionarin“ und sie wird gelegentlich mit der hinduistischen Ehrenbezeichnung Sādhvī angesprochen, einem respektvollen Sanskrit-Titel für eine weibliche Asketin.

### Politische Karriere
Mit der Unterstützung von Vijaya Raje Scindia engagierte sich Uma Bharti bereits in jungen Jahren beim BJP in Madhya Pradesh. 1984 nahm sie zum ersten Mal an den Wahlen in Lok Sabha teil, verlor aber, als die INC nach der Ermordung von Indira Gandhi einen Anstieg der Unterstützung erlebte. 1989 gewann sie im Wahlkreis Khajuraho Lok Sabha und behielt den Sitz bei den Wahlen 1991, 1996 und 1998.

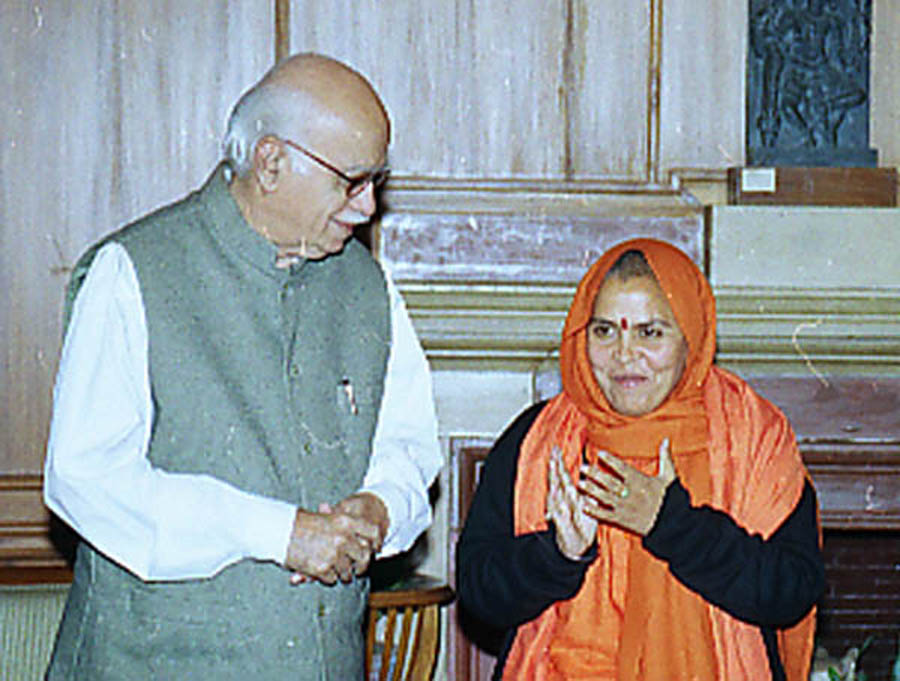
Uma Bharti mit Lal Krishna Advani, Dezember 2003

Nationale Bekanntheit erlangte Uma Bharti, als sie neben Lal Krishna Advani und anderen zu einer der Hauptpersonen der umstrittenen Ram Janmabhoomi-Bewegung wurde. Durch ihre anfeuernden Reden half sie der Bewegung, ihre Dynamik zu entfalten. Im Dezember 1992 war sie eine von mehreren prominenten Anhängern der national-hinduistischen Sangh-Parivar-Bewegung, die bei einer Kundgebung in Ayodhya anwesend waren, die sich zu einem Aufstand entwickelte und im Abriss der Babri-Moschee gipfelte. Bharti wurde von der Liberhan-Kommission angeklagt, weil sie mit ihren Reden den Mob zur Gewalt angestiftet habe. Uma Bharti leugnete, dass sie den Mob angestachelt habe, es aber nicht bereue und dass sie bereit sei, „moralische Verantwortung“ für den Abriss der Moschee zu übernehmen. Sie erkannte an, dass die BJP massive politische Vorteile aus dem Vorfall gezogen habe. Im April 2017 hat der Oberste Gerichtshof von Indien den Strafprozess gegen Bharti und andere BJP-Führer wieder aufgenommen. Bharti forderte die BJP auf, die Verantwortung für die Ram Janmabhoomi-Bewegung nicht mehr zu vermeiden und dafür auch ins Gefängnis zu gehen. Zudem leugnete sie die Existenz einer Verschwörung durch die Sangh und erklärte, dass sie den Abriss nicht bereue, da er das Ziel fördert, dort einen neuen Tempel zu bauen.
Bei den Wahlen zum Lok Sabha 1999 wechselte Bharti den Wahlbezirk und gewann den Sitz in Bhopal. Sie wurde Kabinettsmitglied der Regierung von Atal Bihari Vajpayee und hatte Funktionen auf Staats- und Kabinettsebene im Ministerium für Personalentwicklung, Tourismus, Jugend und Sport sowie im Ministerium für Kohle und Bergbau während der zweiten und dritten Regierungszeit von Premierminister Vajpayee inne.
In den Parlamentswahlen von Madhya Pradesh 2003 führte Uma Bharti die BJP als Kandidatin für den Chief Minister des Bundesstaates zum Sieg. Sie besiegte ihre Gegnerin aus der Kongresspartei (INC) mit einem Abstand von 25 Prozent und gewann 173 von 230 Parlamentssitzen. Sie wurde damit zum Mitglied der gesetzgebenden Versammlung (MLA) von Madhya Pradesh gewählt. Im August 2004 trat sie vom Amt der Chief Ministerin zurück, als gegen sie ein Haftbefehl wegen eines Aufstandes in Hubli 1994 erlassen wurde.
Im November 2004 zerstritt sie sich öffentlich mit Lal Krishna Advani während eines Treffens in der BJP-Zentrale. Dies führte zu einem Ausschluss aus der BJP, die einige Monate später auf Drängen der Rashtriya Swayamsevak Sangh (RSS), einer hinduistisch-nationalisten Organisation, widerrufen wurde. Sie widersetzte sich weiterhin öffentlich der Führung der BJP und bestand darauf, dass sie Shivraj Singh Chouhan als Chief Ministerin von Madhya Pradesh ersetzen müsse, was zu mehreren Verwarnungen und schließlich zu ihrem Ausschluss aus der Partei führte. Als Reaktion darauf gründete Bharti ihre eigene politische Partei, die Bharatiya Janshakti Party. Sie erklärte, dass ihre Partei der Ideologie des RSS folgte, und behauptete, dass sie die Unterstützung von Mohan Bhagwat, dem Leiter des RSS, habe. Allerdings hatte die Partei keinen politischem Erfolg.
Bharti wurde am 7. Juni 2011 wieder in die BJP aufgenommen. Sie wurde beauftragt, die Partei vor der Parlamentswahl 2012 in Uttar Pradesh wiederzubeleben. Bei diesen Wahlen wurde sie im Wahlkreis Charkhari in die gesetzgebende Versammlung von Uttar Pradesh gewählt. Anschließend wurde sie zusammen mit zwölf anderen Personen in die Position der stellvertretenden Parteivorsitzenden der BJP berufen und wurde Teil eines Teams, das die BJP durch die Wahlen des Lok Sabha 2014 führen sollte. Am 16. Mai 2014 wurde sie im Wahlkreis Jhansi in die Lok Sabha gewählt, indem sie Chandrapal Yadav von der Samajwadi Party besiegte. Im neuen Kabinett von Premierminister Narendra Modi wurde sie ab 2014 Ministerin für Wasserressourcen, Flussentwicklung und die Ganges-Renaturierung und hatte dieses Amt bis September 2017 inne. Seit dem 3. September 2017 ist sie Ministerin für Trinkwasser und Abwasserentsorgung.

## Belege
1. 1 2 3 4 5 6 7 8  Sindhu Manjesh: Who is Uma Bharti? NDTV, abgerufen am 6. Dezember 2013 (englisch).
2. ↑  The Worldly Ascetic. Business and Economy, archiviert vom Original am 12. Dezember 2013; abgerufen am 6. Dezember 2013 (englisch).
3. ↑  Biographical Sketch – Member of Parliament 16th Lok Sabha. Lok Sabha website, abgerufen am 20. September 2014 (englisch).
4. 1 2 3  Powerpuff girls who rule Indian politics. India Today, abgerufen am 6. Dezember 2013 (englisch).
5. 1 2  Jeemon Jacob: Babri Masjid Demolition: Through the Lens. Tehelka, archiviert vom Original am 12. Dezember 2013; abgerufen am 6. Dezember 2013 (englisch).
6. 1 2 3  Ramu Bhagwat: Own up responsibility, Uma Bharti tells BJP. In: Times of India. 2. Juli 2009 (englisch, Online (Memento vom 12. Dezember 2013 im Internet Archive) [abgerufen am 6. Dezember 2013]).
7. 1 2  I take moral responsibility: Uma Bharti. In: The Hindu. 24. November 2009 (Online [abgerufen am 6. Dezember 2013]).
8. ↑  Uma Bharti flays Kalyan for regretting Babri demolition. In: The Hindu. 18. April 2009 (Online [abgerufen am 6. Dezember 2013]).
9. ↑  Babri Masjid Demolition: SC reinstated criminal conspiracy against LK Advani, Murli Manohar Joshi and Uma Bharti. In: MicNode News. 19. April 2017, archiviert vom Original am 20. April 2017; abgerufen am 19. April 2017 (amerikanisches Englisch).
10. ↑  Press Trust of India: Babri case: SC restores criminal conspiracy charges against Advani, Joshi. In: Business Standard India. 19. April 2017, abgerufen am 19. April 2017.
11. ↑  BJP sweeps out Congress from 3 states. In: The Tribune. 5. Dezember 2003 (Online [abgerufen am 6. Dezember 2013]).
12. ↑  Uma 'happily' goes to jail ensuring party goes to town. Indian Express, abgerufen am 20. März 2009.
13. ↑  Back to BJP. In: Economic Times. 7. Juni 2011 (Online [abgerufen am 7. Juni 2011]).
14. ↑  STATISTICAL REPORT ON GENERAL ELECTION, 2012 TO THE LEGISLATIVE ASSEMBLY OF UTTAR PRADESH. ELECTION COMMISSION OF INDIA (englisch).
15. ↑  Uma Bharti, Kalraj Mishra and Rita Bahuguna among winners. THE HINDU, 7. März 2012 (englisch).
16. ↑  Election Results 2014: Seven Union Ministers taste humiliating defeat in Uttar Pradesh. The Economic Times, 16. Mai 2014 (englisch).
17. ↑  GENERAL ELECTION TO LOK SABHA TRENDS & RESULT 2014, Uttar Pradesh – Jhansi. ELECTION COMMISSION OF INDIA, 16. Mai 2014, archiviert vom Original am 14. Juli 2014; abgerufen am 17. Mai 2014 (englisch).
18. ↑  Narendra Modi government: Full list of portfolios and ministers. In: The Indian Express. 27. Mai 2014, abgerufen am 21. Februar 2021 (englisch).
19. ↑  Cabinet rejig: Uma, Rudy skip swearing-in ceremony. In: The Times of India. 4. September 2017, abgerufen am 21. Februar 2021.

| Personendaten    | Personendaten             |
| ---------------- | ------------------------- |
| NAME             | Bharti, Uma               |
| ALTERNATIVNAMEN  | उमा भारती (Hindi)            |
| KURZBESCHREIBUNG | indische Politikerin      |
| GEBURTSDATUM     | 3. Mai 1959               |
| GEBURTSORT       | Dunda, Tikamgarh-Distrikt |